# Península de Gaspé
Gaspé —Cape Gaspé (francès), Gaspé Peninsula (anglès)— és una península del Canadà al sud-est del Quebec i envoltada per les aigües del riu Sant Llorenç al nord, del golf de Sant Llorenç a l'est i de la badia dels Chaleurs al sud. El nom de Gaspésie deriva de la paraula Gaspé, la qual al seu torn deriva de l'idioma micmac Gespeg, que significa 'fi de les terres'. La península gaspesiana va ser el bressol del Canadà quan hi desembarcà Jacques Cartier el 1534.

## Geografia
La península de Gaspé ocupa una superfície de 30.341 km² (que és similar a la de Catalunya); està habitada per unes 100.000 persones. Engloba la Gespèsia administrativa (Gaspésie–Îles-de-la-Madeleine) i una part de la regió administrativa del Bas-Saint-Laurent.
Aquest extens territori té 5 regions naturals: la Côte ('costa'), l’Haute-Gaspésie, la Pointe (la Côte-de-Gaspé i le Rocher-Percé), la Baie-des-Chaleurs i la Vallée de la Matapédia.

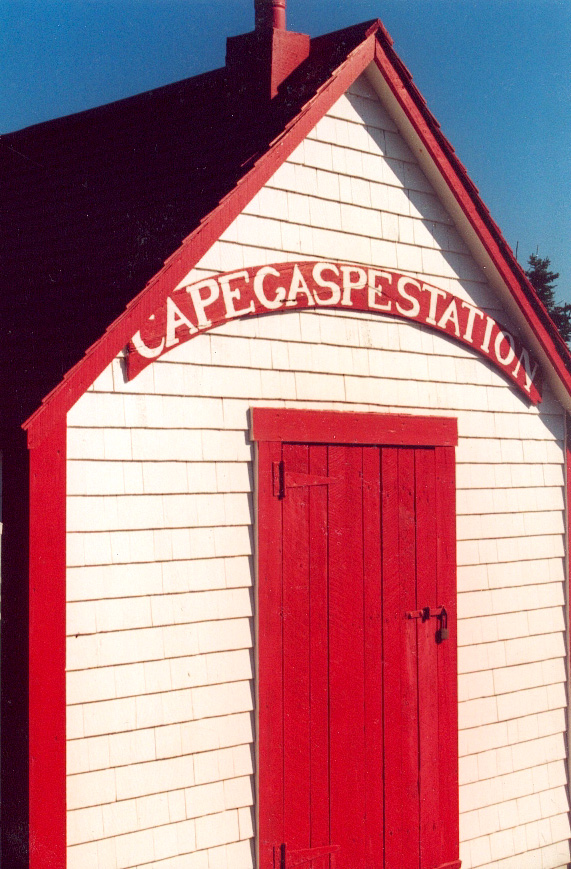
Cap Gaspé Station, 'la fi de les terres'

### Geologia
El paisatge es va formar per l'aparició de la serralada dels Apalatxes.

### Clima
El clima de Gaspé és força heterogeni per motiu del relleu i els paisatges contrastats. És un clima boreal subàrtic, amb temperatures més suaus prop de la costa que a les muntanyes.
El clima és més rigorós que a la resta del Quebec per la influència del golf de sant Llorenç. Al parc eòlic de Cap-Chat, la temperatura mitjana anual és de 3,3 °C i les precipitacions mitjanes anuals de 1.000 litres. Al mont Jacques-Cartier, la temperatura mitjana anual davalla a -3,6 °C i el sòl permagel pot tenir 60 metres de fondària.